# راديون كوزمين
روديون أوسييفيتش كوزمين (بالروسية: Родион Осиевич Кузьмин) هو عالم رياضيات روسي معروف بفضل أعماله في نظرية الأعداد والتحليل الرياضي.

## أعماله
- في عام 1928، حلحل كوزمين معضلة طرحها غاوس (انظر إلى توزيع غاوس-كوزمين).
- في عام 1930، برهن كوزمين على أن الأعداد اللائي يكتبن على الشكل ab حيث a عدد جبري و b حقيقي وغير جذري تربيعي، هن أعداد متسامية.